# Arena Sanok
Arena Sanok – hala widowiskowo-sportowa z lodowiskiem w Sanoku (dzielnica Błonie). Obiektem zarządza Miejski Ośrodek Sportu i Rekreacji w Sanoku.

## Projekt i budowa
Od 1968 istniało w Sanoku lodowisko Torsan. Na początku XXI wieku pojawiły się w oficjalnym obiegu głosy przemawiające za potrzebą budowy nowej hali z lodowiskiem w Sanoku.
Projektantem Areny Sanok był architekt Wojciech Gęsiak z Radomia. Jego projekt został wybrany w konkursie rozstrzygniętym 1 grudnia 2003.
Koszty budowy (22,6 mln zł) pokryło ówczesne Ministerstwo Edukacji Narodowej i Sportu (6,9 mln zł) przy wsparciu Andrzeja Kraśnickiego z PKOl oraz Zintegrowany Program Operacyjny Rozwoju Regionalnego (1,0 mln zł).
Budowa obiektu trwała od września 2004 do stycznia 2006 roku. Nazwę Arena Sanok wybrano w lutym 2006 roku w wyniku nadesłanych propozycji. Otwarcie hali miało miejsce 11 kwietnia 2006 roku meczem hokejowym Polska – Węgry. Otwarcia hali w formie symbolicznego przecięcia wstęgi dokonali: Wojciech Blecharczyk (burmistrz Sanoka), Grzegorz Schreiber (podsekretarz stanu w Ministerstwie Sportu), Stanisław Zając (poseł na Sejm RP) i Andrzej Kraśnicki (członek zarządu PKOl).
Hala jest zarządzana przez MOSiR-Sanok.
Arena Sanok zdobyła „Nagrodę Pierwszego Stopnia” oraz tytuł „Budowa Roku Podkarpacia 2006”.

## Charakterystyka obiektu
Tafla lodowiska ma wymiary 30x60 m. Powierzchnia użytkowa to 7400 m², zaś kubatura 61500 m³. Scena widowiskowa ma powierzchnię 300 m². Arena Sanok posiada 9 szatni dla zawodników, 3 kawiarnie oraz salę konferencyjną.
Widownia meczów hokejowych i innych imprez sportowych może liczyć 3000 osób (wszystkie miejsca siedzące). W trakcie turnieju finałowego Pucharu Polski 2011/2012 w hokeju na lodzie (28-29.12.2011) frekwencja publiczności osiągnęła rekordową liczbę 4500 widzów. Podczas imprez widowiskowych, koncertów, pokazów czy wystaw pojemność obiektu może wzrosnąć do ok. 5000 miejsc (z uwagi na możliwość zapełnienia powierzchni wykorzystywanej zwykle na taflę lodową).

## Wydarzenia

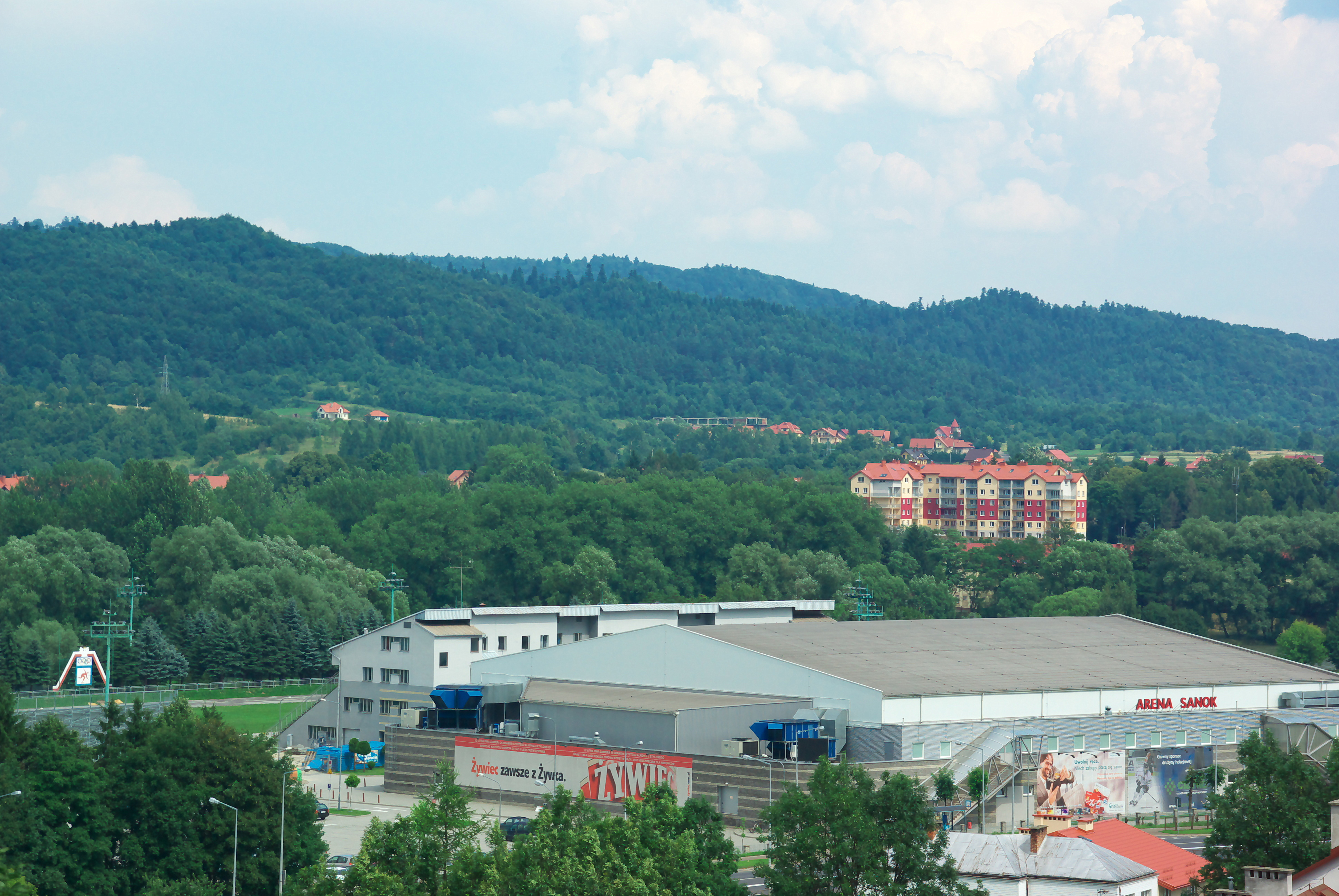
Arena Sanok – widok z centrum miasta (2011)

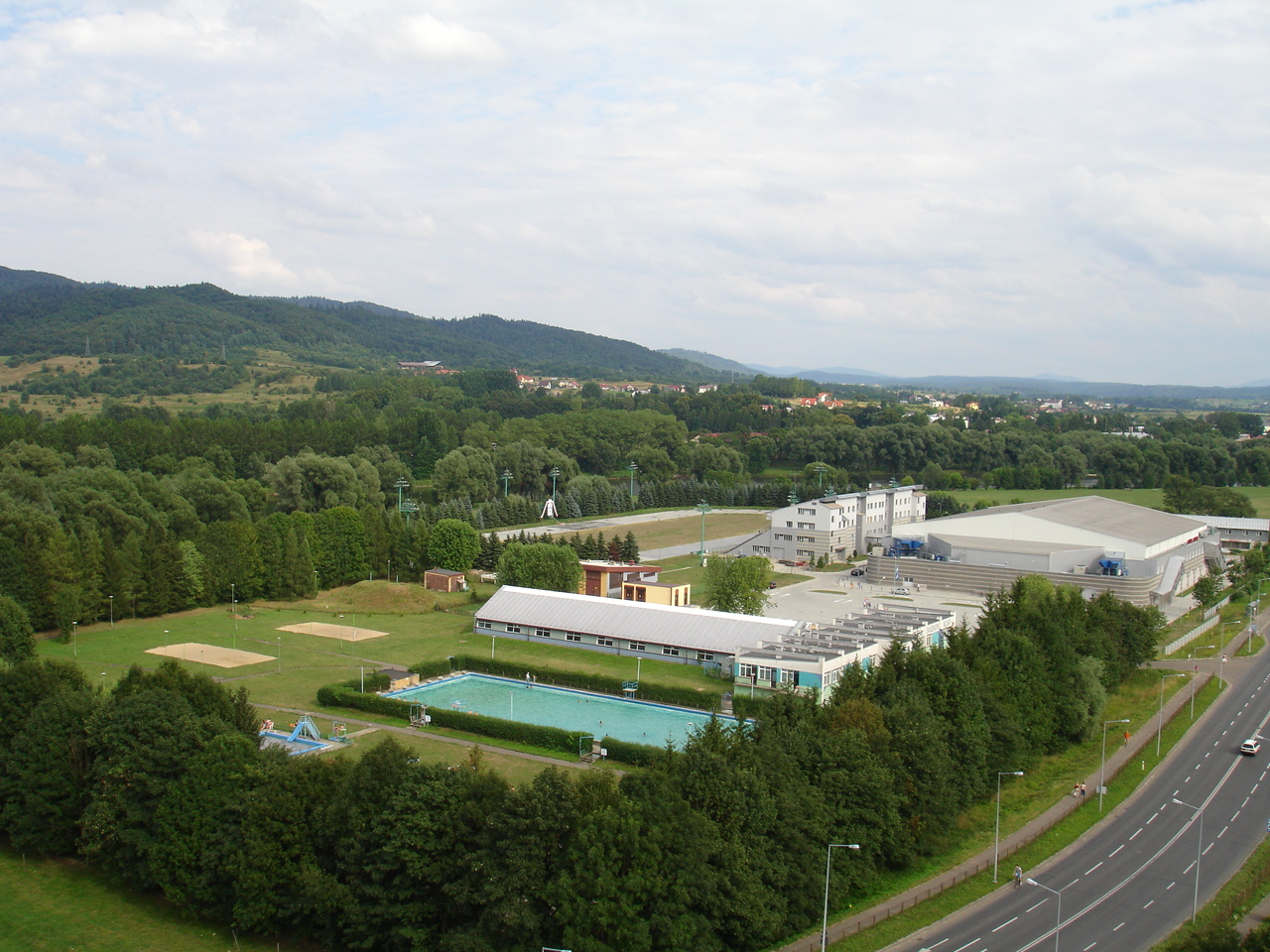
Kompleks obiektów sportowych MOSiR Sanok – zespół basenów kąpielowych, tor łyżwiarski Błonie, Dom Sportowca oraz Arena Sanok (2006)

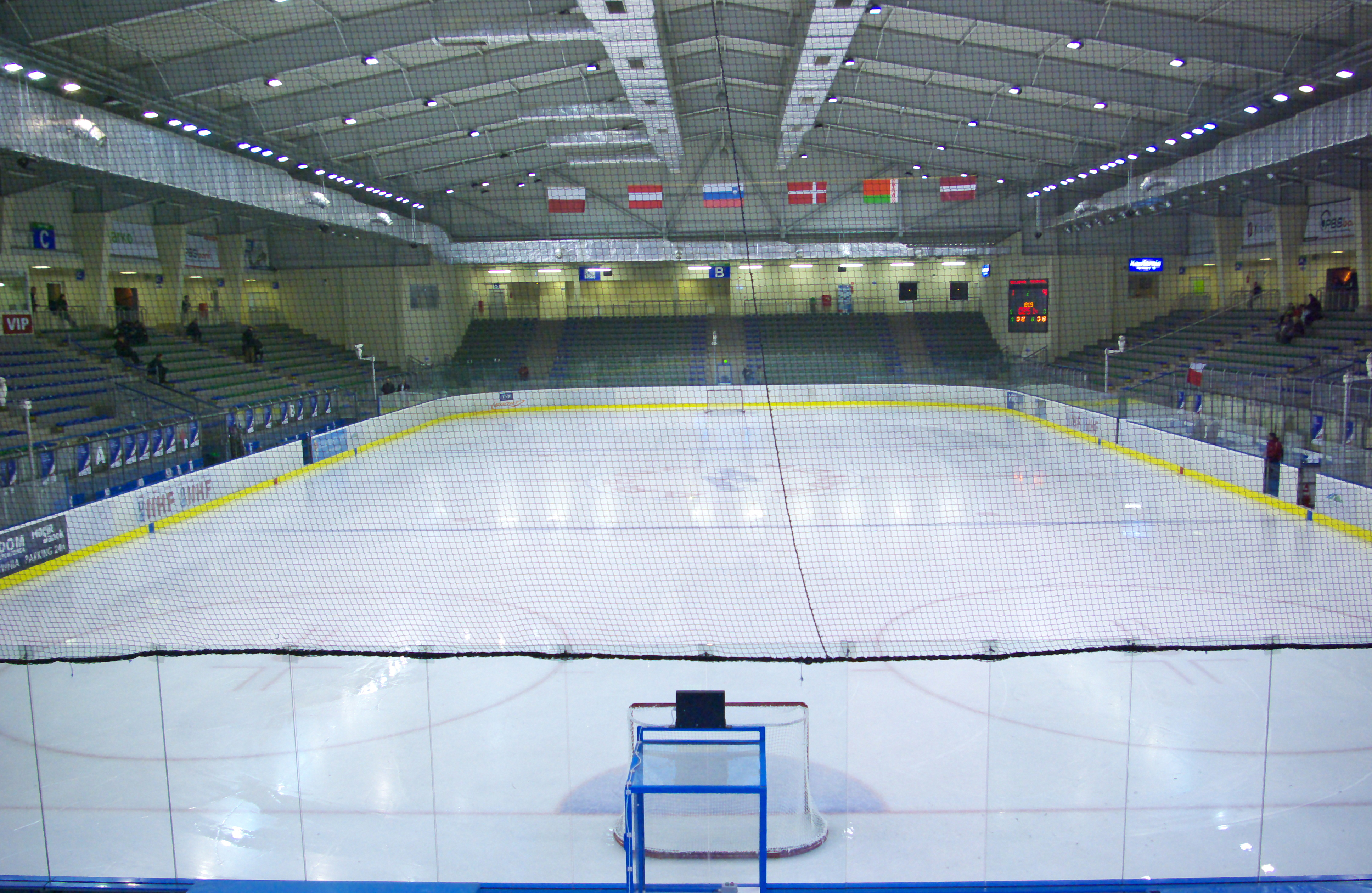
Arena Sanok – widok w środku (2013)

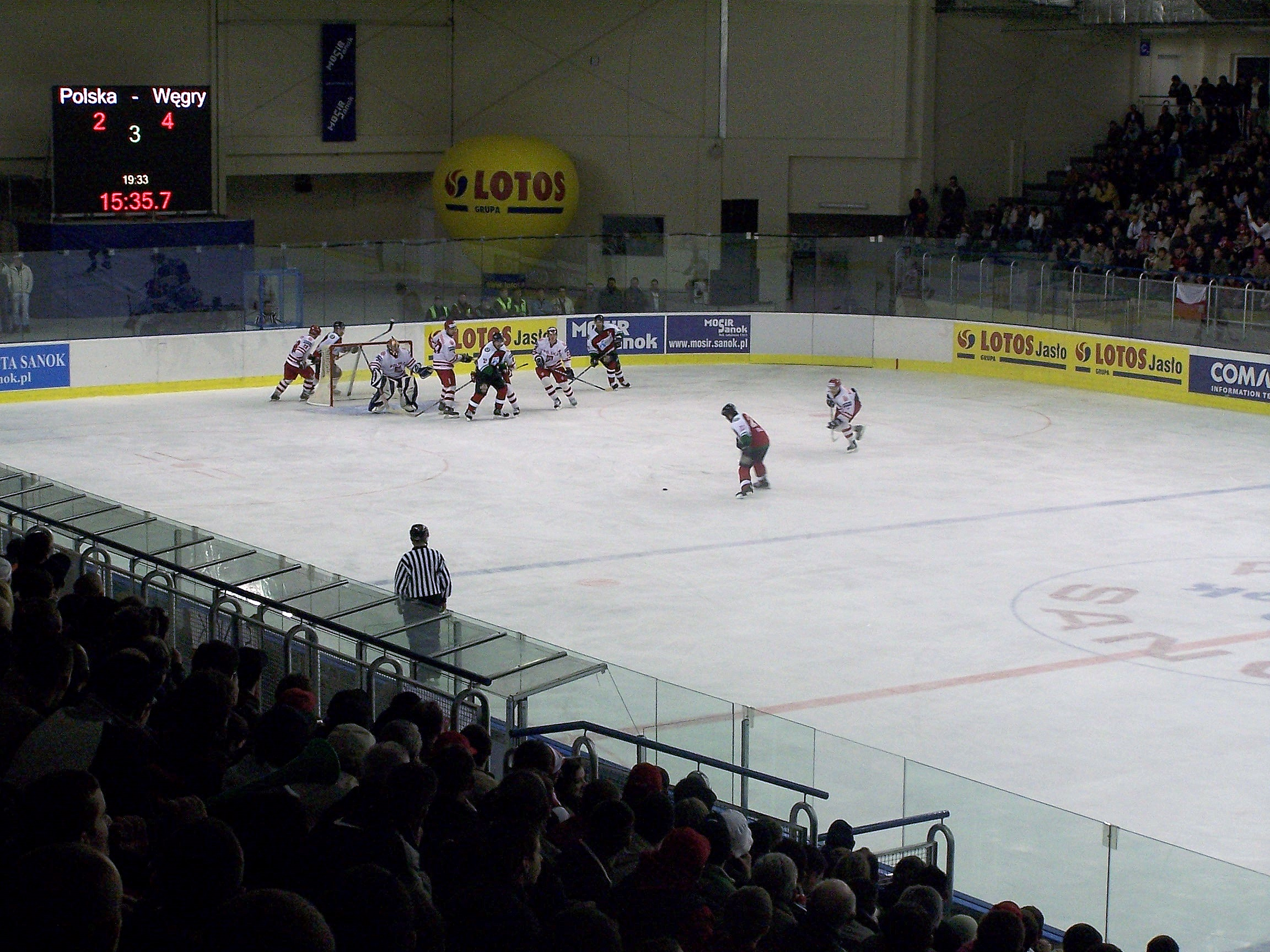
Mecz Polska-Węgry (2:4) 12 kwietnia 2006

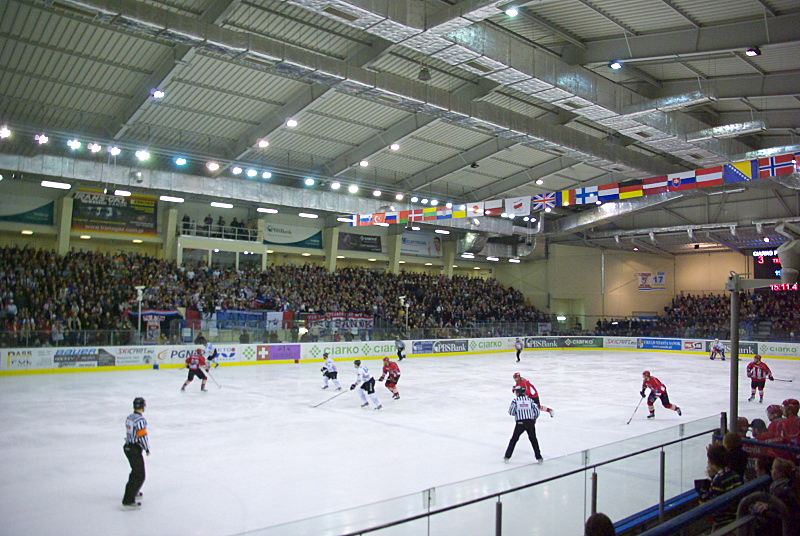
Arena Sanok podczas piątego meczu finałowego o Mistrzostwo Polski 2011/2012 (14 marca 2012

Od czasu otwarcia Areny Sanok organizowano w niej rozmaite imprezy sportowe i widowiskowe. Hala hokeja na lodzie była miejscem rozgrywania meczów na poziomie reprezentacyjnym w hokeju na lodzie, jak również w siatkówce, piłce ręcznej oraz zawodów rangi mistrzowskiej (podnoszenie ciężarów, short track) oraz eliminacyjnej (curling).
- Dwa mecze towarzyskie hokeja na lodzie Polska-Węgry 0:1[10][18] i 2:4[19][20][21] (11./12.04.2006)[22]. Premierowego gola zdobył Gábor Ocskay w 52 minucie pierwszego z tych meczów[23].
- 76. Mistrzostwa Polski w Podnoszeniu Ciężarów Mężczyzn 2006 (30-31.08.2006)[24][25].
- Dwa mecze towarzyskie w piłce siatkowej kobiet Polska-Niemcy (9-10.10.2006)[26].
- International Sanok Cup – międzynarodowe zawody w short tracku z cyklu „Danubia Open Series” (24-26.11.2006)[27].
- Christmas Cup – międzynarodowy turniej piłki ręcznej w ramach przygotowań do Mistrzostwa Świata 2007 z udziałem reprezentacji Polski, Czech i Węgier (20-22.12.2006)[28][29].
- Mistrzostwa Makroregionu Południowego w karate kyokushin (11.03.2007)[30].
- Mistrzostwa Świata do lat 18 w hokeju na lodzie Dywizji I 2007 (4-10.04.2007)[31].
- Mistrzostwa Polski w Curlingu 2007 – eliminacje.
- III runda Pucharu Polski w short tracku (16-17.11.2007) oraz turniej Danubia Open Junior Europa Cup (23-25.11.2007)[32][33].
- Koncert Państwowego Zespołu Ludowego Pieśni i Tańca Mazowsze (30.01.2008)[34].
- Turniej Euro Ice Hockey Challenge z udziałem reprezentacji Polski, Łotwy, Austrii i Włoch (7-9.02.2008).
- Koncert zespołu Kombii (12.04.2008).
- Koncert Maryli Rodowicz (20.09.2008).
- Gala boksu zawodowego – walki stoczyli m.in. Dariusz Snarski oraz Wojciech Bartnik (28.06.2008)[35].
- Preeliminacje do Igrzysk Olimpijskich w Vancouver w hokeju na lodzie z udziałem reprezentacji Japonii, Polski, Rumunii i Wielkiej Brytanii (6-9.11.2008)[36].
- Koncert węgierskiej grupy muzycznej Omega (17.05.2009)[37][38].
- Turniej Euro Ice Hockey Challenge z udziałem reprezentacji Polski, Holandii, Ukrainy i Rosji B (11-13.11.2010)[39].
- Turniej Euro Ice Hockey Challenge z udziałem reprezentacji Polski, Holandii i Rumunii (11-13.11.2011).
- Turniej finałowy Pucharu Polski 2011/2012 (28-29.12.2011)[40]
- Mecze finałowe Polskiej Ligi Hokejowej o drużynowe mistrzostwo Polski w hokeju na lodzie w sezonie 2011/2012 (7, 13 i 14.03.2012)
- Spektakl „Śpiąca królewna” w wykonaniu Młodzieżowej Rewii na Lodzie z Moskwy. (29-30.03.2012)[41]
- Gala MMA (26.05.2012)[42]
- Turniej finałowy Pucharu Polski 2012/2013 (28-29.12.2012)[43]
- Mistrzostwa Świata Juniorów w Hokeju na Lodzie 2014/I Dywizja (15-21.12.2012)[44]
- Turniej finałowy Pucharu Polski 2013/2014 (28-29.12.2013)[45]
- Mecze finałowe Polskiej Hokej Ligi o drużynowe mistrzostwo Polski w hokeju na lodzie w sezonie 2013/2014 (28, 29.03 i 3.04.2014)
- Mecz o Superpuchar Polski w hokeju na lodzie (9 września 2014)
- Turniej finałowy Centralnej Ligi Juniorów w hokeju na lodzie w sezonie 2018/2019 (19-24 marca 2019)[46]
- Turniej finałowy juniorów starszych (do lat 20) sezonu 2018/2019 Karpackiej Młodzieżowej Ligi Hokeja (CJHL) w dniach 28-31 marca 2019.[47]
- 16 kwietnia 2021 hala została przekształcona w Punkt Szczepień Powszechnych w ramach szczepienia przeciw COVID-19[48].